# Episodi di Truck Driver (terza stagione)
La terza stagione della serie televisiva Truck Driver è stata trasmessa in anteprima negli Stati Uniti d'America dalla NBC tra il 13 gennaio 1981 e il 9 maggio 1981.
| nº | Titolo originale                          | Titolo italiano | Prima TV USA     | Prima TV Italia |
| -- | ----------------------------------------- | --------------- | ---------------- | --------------- |
| 1  | B.J. And the Seven Lady Truckers (Part 1) |                 | 13 gennaio 1981  |                 |
| 2  | B.J. and the Seven Lady Truckers (Part 2) |                 | 13 gennaio 1981  |                 |
| 3  | The Fast and the Furious (Part 1)         |                 | 20 gennaio 1981  |                 |
| 4  | The Fast and the Furious (Part 2)         |                 | 27 gennaio 1981  |                 |
| 5  | Intercepted Pass                          |                 | 3 febbraio 1981  |                 |
| 6  | Down & Dirty                              |                 | 10 febbraio 1981 |                 |
| 7  | Beauties and the Beasts                   |                 | 17 febbraio 1981 |                 |
| 8  | Blond in a Gilded Cell                    |                 | 3 marzo 1981     |                 |
| 9  | For Adults Only                           |                 | 10 marzo 1981    |                 |
| 10 | A Bear in the Hand                        |                 | 17 marzo 1981    |                 |
| 11 | Seven Lady Captives                       |                 | 24 marzo 1981    |                 |
| 12 | S.T.U.N.T.                                |                 | 31 marzo 1981    |                 |
| 13 | Who Is BJ?                                |                 | 25 aprile 1981   |                 |
| 14 | Detective Finger, I Presume               |                 | 2 maggio 1981    |                 |
| 15 | The Two Million Dollar Hustle             |                 | 9 maggio 1981    |                 |